# Frank Peterson
Frank Peterson é um músico alemão produtor conhecido pelos seus trabalhos com Enigma, Gregorian e artistas como Sarah Brightman, Amelia Brightman, Princessa, Sinsual e com Andrea Bocelli, em seu primeiro álbum internacional, Romanza, em 1997.
Peterson nasceu em 20 de dezembro de 1963, em Geesthacht, um subúrbio de Hamburg. 
Quando criança ele aprendeu a tocar piano e teclado sozinho, passando a trabalhar em uma loja de música. Foi aqui que ele conheceu Michael Cretu e tornou-se tecladista para conduzir Sandra, que figura proeminente em seu único hit Maria Magdalena.
Ele foi membro da banda da Sandra por mais alguns anos, depois mudou-se com Cretu para Ibiza, Enquanto se envolvia com o novo projeto de Cretu, Enigma, sob o pseudônimo de F. Gregorian. Peterson contribuiu com o primeiro álbum, MCMXC a.D., escrevendo algumas faixas.
Após isto, Peterson começou a trabalhar com Sarah Brightman, sendo seu produtor e idealizador de turnês, onde tiveram um grande relacionamento profissional que se sustenta até hoje. Logo no primeiro álbum, "Dive", o produtor já cuidou para criar um estúdio de alta tecnologia na qual o seu nome Nemo Studio, foi tirado do nome da música de Sarah "Captain Nemo", que foi um single deste álbum. A partir daí ele começa sua carreira de produtor independente, produzindo para diversos artistas distintos através do seu estúdio.
Gregorian foi re-inventado mais tarde em sua carreira como um grupo realizando cantos arranjados de populares sons. Foi pela inspiração de Peterson, como ele disse em entrevista, a aproximação do novo milênio e seus aspectos espirituais.
Em 1997, Peterson colaborou com a cantora israelita Ofra Haza, produzindo o último álbum dela Ofra Haza. Este álbum fez muito sucesso na Europa e nos Estados Unidos.